# بنيامين جبلي
بنيامين جبلي (1919-2008) (بالعبرية: בנימין גיבלי) رئيس المخابرات العسكرية الإسرائيلية، اشتهر لتورطه في قضيتين فاشلتين: الأولى هي إعدام مئير توبيانسكي وهو جندي إسرائيلي اتهم بالتجسس خلال حرب 1948 ثم توضحت براءته، والثانية هي فضيحة لافون وهي محاولة إسرائيلية في 1954 لتفجير أهداف مصرية وغربية في مصر لتشويش علاقات مصر بالولايات المتحدة وبريطانيا.

## حياته
ولد جبلي في بلدة بتاح تكفا عام 1919. في 1944 انضم إلى وحدة الشرطة اليهودية التي أقيمت برعاية سلطات الانتداب البريطاني على فلسطين. كذلك كان يعمل في خدمة المخابرات التي كانت تابعة لمنظمة الهاجاناه. بعد تأسيس دولة إسرائيل في مايو 1948 تم تعيينه ضابط المخابرات الرئيسي في لواء القدس (أي الجزء الإسرائيلي من منطقة القدس آنذاك). خلال حرب 1948 تورط في قضية مئير توبيانسكي، حيث كان أحد المحققين والقضاة الذين حكموا عليه بالإعدام بعد اتهامه بتسليم وثائق سرية للسلطات البريطانية. تم محاكمة توبيانسكي وإعدامه في 30 يونيو 1948، ثم توضحت براءته في تحقيق آخر تم بأمر من رئيس الوزراء الإسرائيلي دافيد بن غوريون. تملص جبلي من المعاقبة رغم النقد الصارم لطريقة أداء التحقيق مع توبيانسكي ومحاكمته.
في 1950، عندما كان رئيس المخابرات العسكرية الإسرائيلية، تورط جبلي في قضية فاشلة أخرى - «فضيحة لافون» أو «العملية الفادحة» حسب تسميتها في الصحافة الإسرائيلية آنذاك. كان جبلي المسؤول عن تجنيد 13 يهوديا مصريا ليقوموا بتفجير مصالح مصرية، بريطانية وأمريكية في مصر من أجل تشويش علاقات مصر بدول الغرب. قبضت الشرطة المصرية على أفراد المجموعة وتم محاكمة بعضهم بالسجن والبعض الآخر بالإعدام. تمت هذه العملية دون إبلاغ رئيس الوزراء الإسرائيلي آنذاك موشيه شاريت ورئيس أركان الجيش موشيه دايان، مما أدى إلى أزمة سياسية في إسرائيل انتهت باستقالة وزير الدفاع بنحاس لافون وعودة بن غوريون لمنصب رئيس الوزراء. أما جبلي فلم يُكشف تورطه في هذه الفضيحة أمام الجمهور إلا بعد سنوات عديدة إذ رفضت الرقابة الإسرائيلية السماح بنشر اسمه في الصحافة، فكان يشار إليه باسم «الضابط الكبير». كان جبلي يدعي أنه غير مسؤول عن الفضيحة ويقول إنه سبرهن على ذلك في كتاب ينوي تأليفه، ولكنه لم ينشر كتابا من هذا النوع حتى وفاته، حيث بقيت تفاصيل كثيرة في «قضية لافون» غامضة. إثر «فضيحة لافون» تنحى جبلي عن منصب رئيس المخابرات وتولى مناصب عسكرية أخرى، حتى تنحى عن مهامته العسكرية تماما في 1961.
أدار جبلي عدد من الشركات الصناعية الإسرائيلية منها مصنع السيارات «كايزر إيلين» ومصنع «شيمن» لصناعة الزيوت والصابونات. بين 1986-1989 كان المدير العام لشركة الكهرباء الإسرائيلية.
توفي جبلي في 19 أغسطس (آب) 2008 في تل أبيب وهو في 89 من عمره.